# Marais (Rivoluzione francese)
La Plaine o le Marais, da cui i termini più comunemente usati in italiano Pianura e Palude, era il nome dato al gruppo più moderato, ma il più numeroso (circa 400 deputati) della Convenzione nazionale durante il periodo della Rivoluzione francese. Essi non appartenevano né alla sinistra della Montagna, né alla destra dei Girondini, anche se con il sostegno ai primi e poi ai loro avversari determinarono gli eventi del 1793 (formazione del Comitato di salute pubblica) e del 1794 (colpo di stato del termidoro).

## Storia
Provenienti nella maggior parte dalla borghesia liberale e repubblicana, erano legati alle conquiste politiche del 1789 e all'operato della Rivoluzione e volevano l'unione di tutti i repubblicani. Il gruppo su formò dopo lo scioglimento dell'Assemblea nazionale costituente, al momento della formazione dell'Assemblea nazionale legislativa, assumendo il suo carattere definitivo con la nascita della Convenzione nazionale nei cui banchi occupò il centro.
Tuttavia, questo gruppo era molto eterogeneo: esistevano uomini legati al clero come l'abate Henri Grégoire, l'abate Emmanuel Joseph Sieyès, altri come Boissy d'Anglas, Jean-Jacques-Régis de Cambacérès. Inizialmente parteciparono al governo provvisorio di Luigi XVI accanto a Foglianti e Girondini, ma si spostarono su posizioni antimonarchiche dopo la giornata del 10 agosto 1792.
Alcuni dei suoi membri si unirono nella primavera del 1793 ai Montagnardi come Bertrand Barère de Vieuzac, Georges Couthon, Pierre Joseph Cambon, Lazare Carnot, Grégoire, mentre altri in seguito ai neomonarchici di Clichy (Boissy d'Anglas e lo stesso Carnot).
Al momento della presa del potere dei Montagnardi (31 maggio e 2 giugno 1793), la loro posizione nel centro della Convenzione rimase ambigua: questi deputati tentavano di fare da mediatori, ma pur ammettendo la fondatezza delle misure del Comitato di salute pubblica votate col loro apporto, vedevano la loro inerzia già da diversi mesi. La maggior parte di loro, tuttavia, mostrò la propria ostilità a Maximilien de Robespierre il 9 termidoro anno II (27 luglio 1794) raggruppando gli istigatori del complotto che non erano altro che dei rappresentanti in missione (mandatari esecutori della Convenzione) iscritti al Club dei Giacobini ma anti-robespierristi, radunati a Parigi (Joseph Fouché, Paul Barras, Jean-Lambert Tallien e Louis-Marie-Stanislas Fréron) a causa delle loro trasgressioni (i cosiddetti Termidoriani).
Il gruppo appoggiò il colpo di Stato del 18 brumaio (9 novembre 1799) e confluì a maggioranza nel gruppo bonapartista.

## Origine del termine
La denominazione deriva dalla posizione occupata dal gruppo nell'assemblea della Convenzione, riferendosi alle aree geografiche di plaine (pianura) e di marais (palude) e in contrasto con i membri della Montagna. È il giornale L'Ami du peuple di Jean-Paul Marat che rivendicherà di aver inventato il termine di "Marais" in senso dispregiativo.
I suoi membri erano a volte chiamati con disprezzo dai loro avversari le "rane di Marais". Pierre Joseph Duhem, membro della "Montagna", avrebbe detto: "I rospi della Palude alzano il capo! tanto meglio; saranno più facili da tagliare". Uno dei leader della Rivoluzione, Camille Desmoulins, definì il gruppo dei deputati che sedevano nella "piana" anche "partito del flemmatico".
Sull'origine di questo nome si continua a discutere ancora oggi. Se la denominazione "Girondini" usata per descrivere il gruppo dei fedeli di Brissot si riferisce semplicemente alla loro provenienza geografica, quelle dei "Montagnardi" e dei membri della "Pianura" continuano a suscitare domande perché diverse interpretazioni sono possibili. La più diffusa è quella di attenersi al loro significato più letterale: i deputati Montagnardi sedevano a sinistra sulle panche più sopraelevate dell'aula, da qui il riferimento alla "Montagna", mentre quelli della "Pianura" sulle panche inferiori. Con l'evolversi della radicalizzazione delle posizioni nell'Assemblea dal termine "Pianura" si passò a quello più peggiorativo di "Palude".
In realtà, questa classificazione è già presente in un testo diffuso presso molti rivoluzionari, la "Vita di Solone e Publicola", tratta dalle "Vite parallele" di Plutarco, che descrive in questi termini le divisioni politiche ad Atene: "Gli abitanti della montagna sostengono con forza la democrazia, quelli della pianura l'oligarchia, e gli abitanti della costa formavano una terza parte, favorevole a una forma di governo intermedia". D'altra parte, è possibile rinvenire un riferimento biblico e evangelico, dacché la Montagna poteva venir vista come un nuovo Sinai (e i diritti dell'uomo come un nuovo Decalogo), così come sarebbe potuto risultare calzante il riferimento ai "sermoni sulla Montagna" di Cristo.